# Tower of London (De Boeck)
Tower of London is een compositie voor harmonieorkest of fanfare van de Belgische componist Marcel De Boeck.